# 파올로 시갠티
파올로 시갠티(Paolo Seganti, 1965년 5월 20일 ~ )는 이탈리아의 배우, 모델, 권투 선수이다.
로베레토에서 태어났다.

## 영화
- 바이 바이 샐리 (2009년)
- 더 아메리칸 (2004년)
- 크레이들 투 그레이브 (2003년) - 크리스토프 역
- 다크 데이즈 (2000년)
- 마이클 스트로고프 (1999년) - 마이클 스트로고프 역
- 무솔리니와 차 한 잔 (1999년)
- LA 컨피덴셜 (1997년)
- 스틸 브리딩 (1997년)
- 애즈 더 월드 턴즈 (1956년)